# Afromarengo
Afromarengo is een geslacht van spinnen uit de familie springspinnen (Salticidae).

## Soorten
De volgende soorten zijn bij het geslacht ingedeeld:
- Afromarengo coriacea (Simon, 1900)
- Afromarengo lyrifera (Wanless, 1978)